# Plocamiancora igzo
Plocamiancora igzo är en svampdjursart som först beskrevs av De Laubenfels 1930.  Plocamiancora igzo ingår i släktet Plocamiancora och familjen Myxillidae.
Artens utbredningsområde är Kalifornien. Inga underarter finns listade i Catalogue of Life.